# Фернандес-Паласиос Кармона, Мария-дель-Мар
Мария дель Мар Фернандес-Паласиос Кармона (исп. María del Mar Fernández-Palacios Carmona, Монтельяно, Севилья, 1963) — испанский дипломат, посол Испании в Бразилии.

## Биография
Окончила факультет географии и истории Севильского университета.
Начала дипломатическую карьеру в 1991 году главой службы консульской политики и международных организаций. В период 1993—1994 годов работала в посольствах Испании на Украине и в Китае. С 1995 по 1998 год была советником главного управления дипломатической информации. До 2002 года была советником по культуре и сотрудничеству в посольстве Испании в Бразилии. С 2007 по 2009 год работала советником в постоянном представительстве Испании при НАТО в Брюсселе. В период с 2009 по 2012 год занимала должность второго главы посольства Испании на Кубе. В 2012 году она была назначена советником посольства Испании в Марокко. С 2014 по 2015 год занимала должность заместителя директора департамента по Мексике, Центральной Америке и Карибскому бассейну; советника по американским вопросам в департаменте Иберо-Америки.
С 2018 по 2022 год она была послом Испании в Никарагуа, а в июле того же года была назначена послом Испании в Бразилии.
Имеет награды Испании.